# Bataille de Thannuris
Guerres perso-byzantines
Batailles
- Amida (502-503)

Guerre d'Ibérie
- Thannuris (528)
- Dara (530)
- Satala (530)
- Callinicum (531)

Guerre lazique
- Phasis (555-556)

Guerre pour le Caucase
- Constantine (582)
- Solachon (586)
- Martyropolis (588)

Guerre de 602 - 628
- Antioche (613)
- Césarée (614)
- Jérusalem (614)
- Égypte (618-621)
- Sarus (625)
- Constantinople (626)
- Tbilissi (627-628)
- Ninive (627)

La bataille de Thannuris, dite aussi escarmouche de Mindon, est un affrontement entre l’armée byzantine commandée par Bélisaire et Coutzès et l’armée des Perses sassanides sous les ordres du prince Xerxès durant l’été 528, près de la ville de Dara au Nord de la Mésopotamie. Alors qu’ils construisent une forteresse à Mindouos, les Byzantins sont surpris et défaits par l’armée sassanide. Bélisaire réussit à s’enfuir mais ne peut empêcher les Perses de détruire le fort. Malgré leur victoire, les Perses subissent de lourdes pertes, ce qui entraîne la disgrâce du prince Xerxès.

## Contexte
Après la mort de l’empereur byzantin Justin Ier en 528, son successeur Justinien Ier est déterminé à continuer la guerre contre l’Empire sassanide. Il nomme Bélisaire magister militum d’Orient et le charge de construire une nouvelle forteresse près de Dara afin de protéger la région des raids perses. Thannuris est rapidement identifié comme une base potentielle permettant d’y stationner une force militaire dans la région, mais le fort existant est vulnérable. Bélisaire commence donc par en superviser le renforcement des fortifications.

## Bataille
Dans le même temps, une armée perse de 30 000 hommes commandée par le prince Xerxès envahit la Mésopotamie. Percevant la menace, d’autres unités byzantines ainsi que leurs alliés Ghassanides joignent leurs forces à celles de Bélisaire afin de protéger les ouvriers romains attachés à la construction du fort.
Alors que la construction progresse, l’armée perse surgit. Malgré les efforts des Byzantins, les Perses parviennent à s’approcher des murs et à créer une brèche. Bélisaire tente sans succès de contre-attaquer avec la cavalerie puis il ordonne de se replier sur Dara.
La fin de la bataille est désastreuse pour l’armée byzantine. Bélisaire parvient à s’enfuir mais deux généraux byzantins sont tués et trois sont faits prisonniers.
Jabalah IV ibn al-Harith, seigneur des Ghassanides, qui combat sous le commandement de Bélisaire en tant que vassal des Byzantins tombe de cheval et est tué par les Perses.
Le sort de Coutzès est incertain. Procope de Césarée écrit qu'il est fait prisonnier, tandis que Zacharie le Rhéteur affirme qu'il meurt au combat.

## Conséquences
Après la bataille, les fondations de la nouvelle forteresse restent entre les mains des Perses qui commencent à les détruire. L’armée byzantine entame sa retraite sur Dara mais une partie de soldats à pied meurt de soif pendant le trajet.
La victoire est chèrement acquise pour les Perses. Ayant subi de lourdes pertes, ils font ensuite demi-tour et repassent la frontière. La perte de 500 Mélophores (combattants de la garde personnelle des empereurs perses) rend le roi perse Kavadh Ier fou de colère. Malgré sa victoire, le prince Xerxès tombe en disgrâce peu après la bataille.
L’empereur byzantin Justinien Ier envoie des troupes supplémentaires afin de renforcer les forteresses frontalières d’Amida, Constantia, Edessa, Sura et Beroea. Il lève également une nouvelle armée qu’il place sous le commandement de Pompéius, mais un hiver rude interrompt les opérations militaires jusqu’à la fin de l’année.